# Шамим Сариф
Шамим Сариф (Лондон, 24. септембар 1969) енглеска је списатељица и филмски продуцент јужноазијског и јужноафричког порекла.

## Детињство и образовање
Шамим Сариф је рођена у Лондону, Велика Британија, од индијских родитеља који су напустили Јужну Африку почетком 1960. да би избегли апартхејд. Студирала је енглеску књижевност на Лондонском универзитету, а затим је завршила мастер студије енглеског језика на Универзитету у Бостону.

## Каријера
Њени корени су је инспирисали да напише свој први роман, „Невиђени свет”, који се бави питањима расе, рода и сексуалности, који је касније адаптиран у филм у којем глуме Лиса Реј и Шитал Шет. Роман је освојио књижевну награду Гилдфордове уметности и награду Бети Траск. Она је такође прилагодила и режирала филм заснован на њеној књизи I Can't Think Straight.
Добитница је награде за најбољу режију за филм The World Unseen на додели награда Јужноафричког филма и телевизије, Филмском фестивалу Феникс и фестивалу Клипа (Темпа).
Њен филм из 2011, по имену The House of Tomorrow, добитник је Награде публике за документарни филм 2014. на фестивалу Regards Sur Le Cinema Du Monde у Роуену (Француска). Овај документарни филм говори Тед-екс конференцији у Светој земљи 2010. године, која је окупила Палестинке и Израелке како би разговарале о питањима од заједничког интереса у домену технологије, забаве и дизајна.
На Канском фестивалу 2013. године продукцијска кућа Enlightenment Productions најавила је свој нови филм Despite The Falling Snow („Упркос падању снега”). У филму глуме шведска глумица Ребека Фергусон, Чарлс Денс, Оливер Џексон-Коуен, Антје Трауе, Сем Реид, Ентони Хед и Труди Стајлер.
Дана 14. септембра 2014. Enlightenment Productions, чији је суоснивач Шамим Сариф, номинована је за једног од финалиста за награду Breaking the Mould, која има за циљ промоцију и јачање улоге жена у бизнису.
Такође, Enlightenment Productions је освојила Кингстонову награду Изванредног пословања 2014. године, као најбоља компанија у сектору Креативност и медији.

## Приватни живот
Сариф је отворено лезбејка и описује свој филм I Can't Think Straight као аутобиографски. Дана 23. септембра 2015, венчала се за режисерку Ханан Катан у Лондону, након скоро 20 година заједничког живота. Имају два сина, Итана (р. 1999) и Луку (р. 2002).

## Филмови
- The World Unseen (2007)
- I Can't Think Straight (2008)
- Despite the Falling Snow (2015)

## Документарни филмови
- The House of Tomorrow (2011)

## Књиге
- Sarif, Shamim (2001). The World Unseen. Women's Press. ISBN 978-0704347120.
  - Die verborgene Welt. Berlin: Verlag Krug & Schadenberg. 2007. ISBN 978-3930041602.
- Despite the Falling Snow. Headline Publishing. 2004. ISBN 978-0755308675.
  - Das Leben, von dem sie träumten. Berlin: Verlag Krug & Schadenberg. 2010. ISBN 978-3930041695.
- I Can't Think Straight. Enlightenment Production Limited. 2010. ISBN 978-0956031617.
- Wrote the Book, Made the Movie, Raised the Kids, Now the Blog…. Enlightenment Press. 2010. ISBN 978-0956031648.